# سولي
سولي (هانغل: 설리) (29 مارس 1994 - 14 أكتوبر 2019) مغنية، ممثلة وعارضة أزياء كورية جنوبية وهي عضوة سابقة في فرقة إف إكس.

## السيرة
ولدت سولي في 29 مارس 1994، في مدينة بوسان، كوريا الجنوبية. اسمها الحقيقي هو تشوي جين ري، جين ري تعني الحقيقة باللغة الكورية. هي الابنة الوحيدة لأسرتها، ولديها إثنين من الإخوة أكبر سنا منها. سجلتها والدتها في مدرسة للتمثيل في سن مبكرة. التحقت سولّي بمدرسة جونج بو الابتدائية (중부 초등학교) في بوسان، ثم مدرسة سيئول تشونجدام الابتدائية، ثم التحقت بمدرسة تشونجدام الإعدادية (청담 중학교).
في عام 2005، بدأت سولي التمثيل بشكل احترافي في سن الحادية عشرة، عندما تم اختيارها لتلعب دور في دراما «Ballad of Seodong». واصلت القيام بأدوار ثانوية في الدراما التليفزيونية والأفلام.
عندما كانت سولي في الصف الرابع حضرت تجارب اداء إس إم إنترتينمنت و تم اختيارها رسميًا كـ متدربة في الشركة وخلال نفس العام.

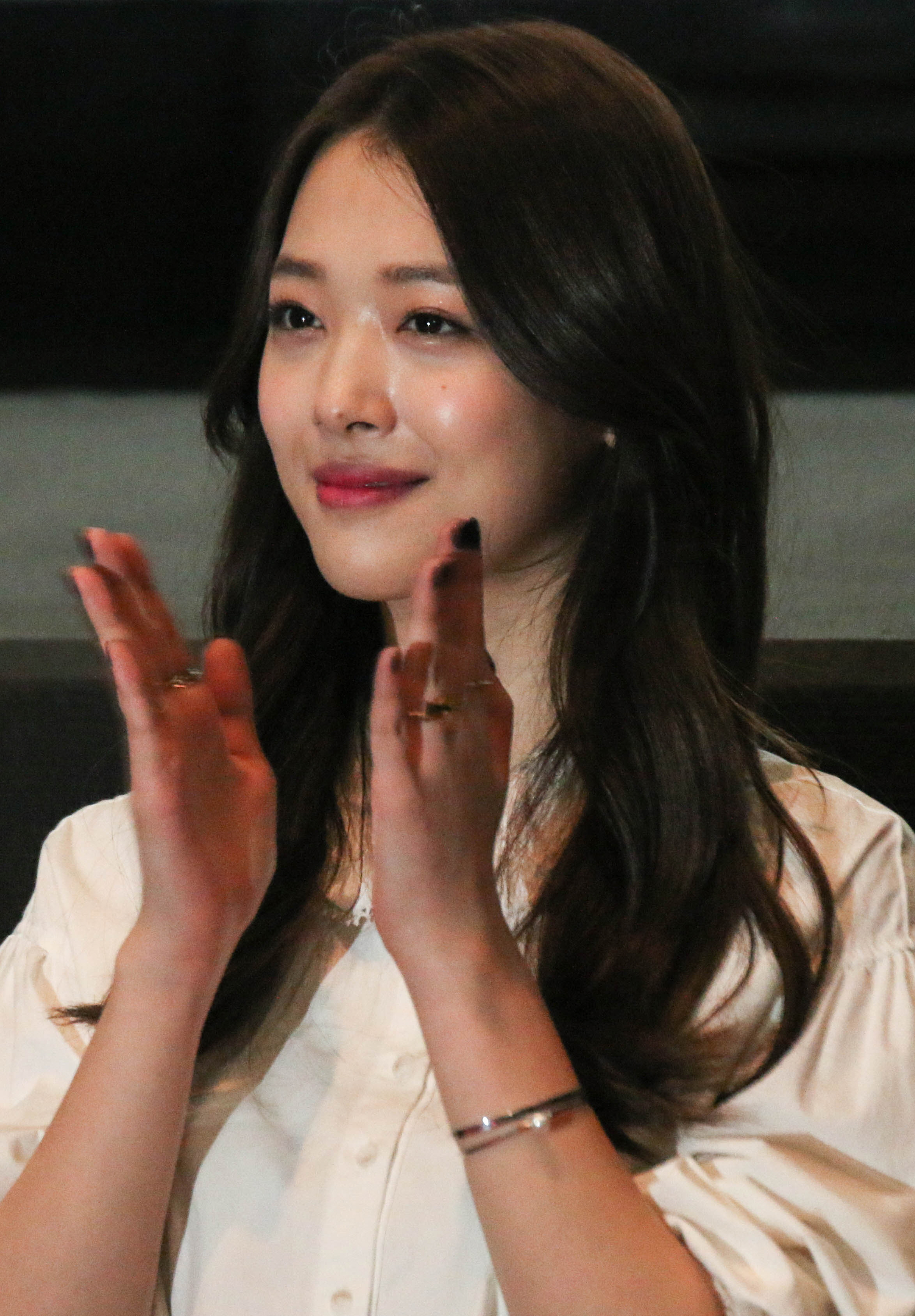
سولي في عام 2014.

في 5 سبتمبر 2009، ظهرت سولي لأول مرة كعضوة في فرقة إف اكس بأغنية "La Cha Ta".
في أغسطس 2012، لعبت سولي دور البطولة في فيلم «إليك ايتها الجميلة». من أجل التحضير لدورها، قامت سولي التي كانت معروفة بشعرها الطويل بقص 60 سم منه. في 24 يوليو 2014، أعلنت شركة إس إم أن سولي قررت أخذ استراحة من مجال الترفيه في بسبب إرهاقها العقلي والجسدي من التعليقات والشائعات المسيئة المستمرة حول مواعدتها لمغني الراب تشويزا والإشاعات الكاذبة عن حملها. وفي أغسطس 2015 أعلنت الشركة أن سولي رسميًا قد تركت الفرقة. بين عامي 2015 و2017، شاركت سولي في عرض الأزياء لحملات مختلفة بما في ذلك لصالح إستي لودر. في عام 2017، لعبت سولي دور البطولة في فيلم «Real» مع كيم سو هيون.

#### المهنة المنفردة والمشاريع الاخيرة

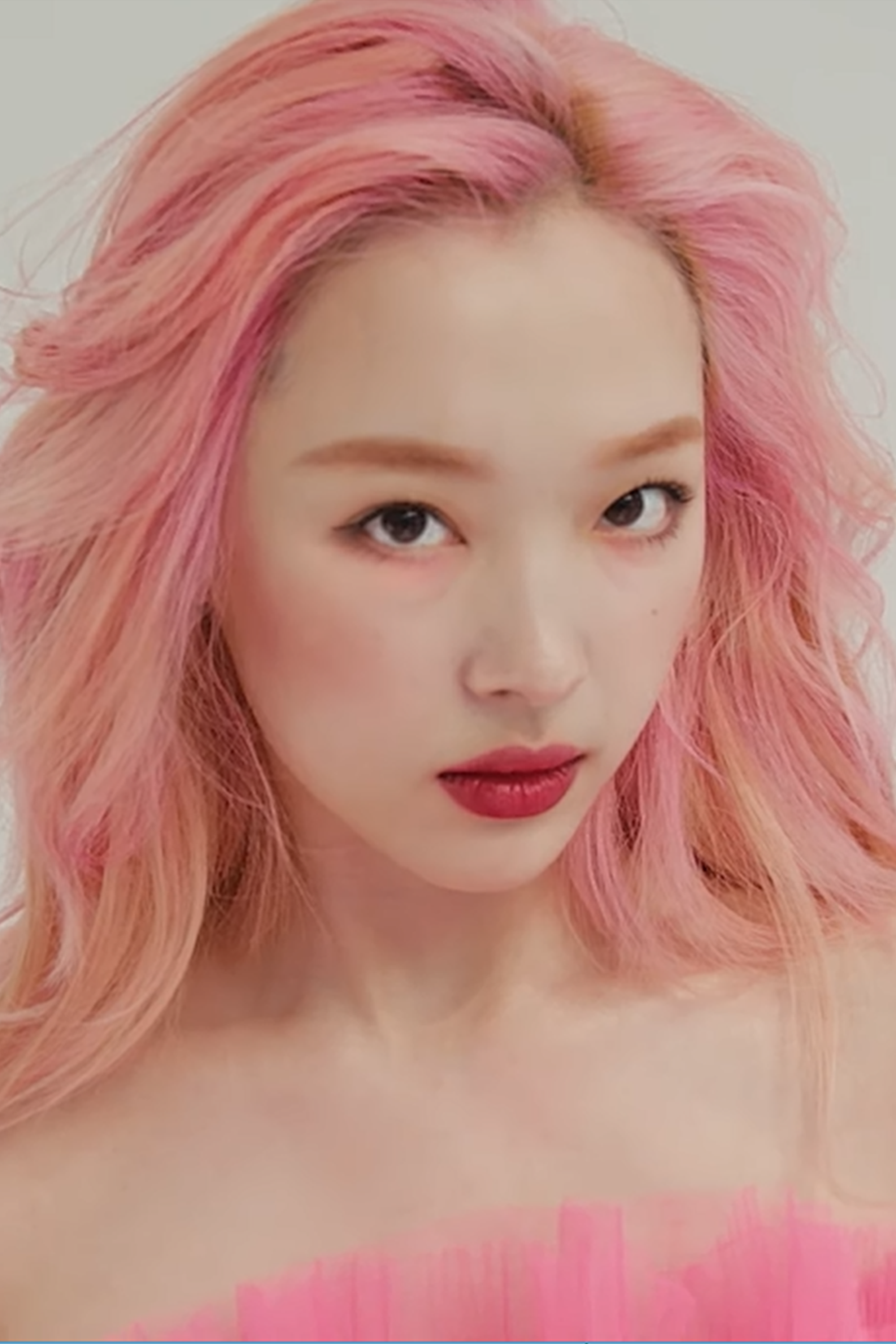
سولي في اعلان لـ إستي لودر، 2019.

تعاونت سولي مع المغني دين في أغنية منفردة «Dayfly»، والتي تم إصدارها في 9 نوفمبر 2018. في 29 يونيو 2019، اصدرت سولي اول البوم لها «Goblin»، الذي شاركت فيه في كتابة جميع الأغاني وإنتاجها.
في عام 2019، انضمت سولي إلى برنامج «ليلة من تعليقات الكراهية» والذي ناقش ردود أفعال المشاهير تجاه التعليقات الشائعات الخبيثة والتنمر عبر الإنترنت الذي واجهوه. اتفقت سولي مع أحد المعلقين الذي قال إن أكبر نجاح لها هو تواجدها الاجتماعي على وسائل تواصل اجتماعي وأنها تسعى لجذب الانتباه لكنها اختلفت مع أحد المعلقين الذي قال إنها تبدو وكأنها "مدمنة مخدرات" قائلة إنها لم تفعل شيئًا غير قانوني، لكنها درست سلوك المخدرات أثناء التمثيل في فيلمها «Real».
أنكرت سولي ارتداء حمالة الصدر لجذب الانتباه، قائلة إنها كانت أكثر راحة بالنسبة لها، فضلاً عن أنها "أكثر طبيعية وأجمل"، وأنها ترى حمالات الصدر بمثابة إكسسوار ترتديه أحيانًا. قالت: "أتمنى أن ينظر إلي الناس ويقولون: "حسنًا، هناك اشخاص مثلها، تقبلوا الاختلاف".
تم اختيار سولي لتكون البطلة الرئيسية في الموسم الثاني من مسلسل «Persona» على نتفليكس. في 23 أكتوبر 2019، قرر فريق العمل تعليق الإنتاج مؤقتًا حيث كانت سولي في منتصف تصوير الحلقة الثانية من أصل خمس حلقات مخطط لها للمسلسل عندما توفيت.

## الصورة العامة
بعد رحيلها عن فرقة إف إكس تلقت سولي اهتمامًا من الصحافة بسبب شخصيتها المثيرة للجدل ووصفها بعض أعضاء وسائل الإعلام بأنها "غريبة الأطوار" و"ذات تفكير تقدمي"، بينما اعتبرتها وسائل الإعلام المحافظة "غير اخلاقية" و "سخيفة".
كانت هناك العديد من ردود الفعل العنيفة ضد سولي من وسائل الإعلام بسبب أن صورتها العامة لم تكن مثل العديد من زملاءها الآيدولز وأنها تحدت بشكل مباشر التوقعات المجتمعية للمرأة في الثقافة الكورية. وصفت أسوشيتد برس سولي بأنها "كانت معروفة بصوتها النسوي وصراحتها التي كانت نادرة بين الفنانات في كوريا الجنوبية".
في 14 أغسطس 2018، أعربت سولي عن دعمها ليوم نساء المتعة، وهو يوم تذكاري وطني لتكريم ضحايا العبودية الجنسية خلال الحرب العالمية الثانية على يد الجيش الإمبراطوري الياباني. بالإضافة إلى ذلك، أعلنت سولي أنها كانت مدافعة عن حركة عدم ارتداء حمالة الصدر، بعد أن تعرضت لانتقادات في السابق بسبب ظهورها بدون حمالة صدر في العديد من منشورات وسائل التواصل الاجتماعي.
تحدثت سولي في الحياة الواقعية ضد التنمر عبر الإنترنت، والذي أثر عليها شخصيًا لأنها كانت في كثير من الأحيان هدفًا للإساءة عبر الإنترنت بسبب صورتها العامة وأعربت عن أملها في أن يتمكن الناس من قبول اختلافات بعضهم البعض وقالت: "هناك العديد من الأنواع الفريدة من الأشخاص في هذا البلد الذين يتمتعون بالكثير من المواهب وأشعر أنهم يهدرونها من خلال وضع طاقتهم في انتقاد الآخرين عبر الإنترنت."

## الحياة الشخصية
بين سبتمبر 2013 ومارس 2017، واعدت سولي مغني الراب تشويزا حيث تعرض كلاهما للتعليقات المسيئة عبر الإنترنت طوال علاقتهما.
في أكتوبر 2018، كشفت سولي أنها عانت من اضطراب الهلع والرهاب الاجتماعي منذ أن كانت صغيرة. قبل وفاتها، كانت سولي تعاني من اكتئاب حاد.

## الوفاة
في 14 أكتوبر 2019، في حوالي الساعة 3:20 مساءً بتوقيت كوريا، عثر مدير الأعمال على سولي متوفية في منزلها في سونغنام، جنوب سيؤل. وصرحت الشرطة بأنها تحقق في الأمر على خلفية كونها عملية انتحار. وبحسب تصرحات مدير الأعمال، فإنه قد عثر عليها بعدما زار منزلها عندما لم يتمكن من الوصول إليها بعد التحدث معها عبر الهاتف في اليوم السابق. ذكرت الشرطة أنها كانت تحقق في الأمر على أنه انتحار محتمل لأنه لم تكن هناك علامات على اقتحام، وأنهم وجدوا ملاحظات مكتوبة بخط اليد في مذكراتها وصفت فيها مشاعرها، لكنهم خلصوا إلى أنها لم تكن مذكرة انتحار. في 15 أكتوبر، تقدمت الشرطة بطلب للحصول على تشريح للجثة لتأكيد سبب الوفاة. أقيمت جنازة لسولى من قبل أفراد الأسرة والأصدقاء. وافتُتح مكان منفصل في قاعة جنازة مستشفى سيفيرانس في سينتشون دونغ، سيول، يومي 15 و 16 أكتوبر للجماهير التي ترغب في تقديم العزاء.
تم ربط وفاة سولي من قبل وسائل الإعلام المختلفة بالاكتئاب الناجم عن التنمر الإلكتروني. بعد وفاة سولي، تم نشر ما مجموعه سبعة عرائض على موقع المكتب الرئاسي للمطالبة بعقوبة أشد على التنمر الإلكتروني وتعزيز استخدام الاسم الحقيقي عند نشر التعليقات وإنشاء الحسابات. قام المعجبون بنشر عبارة "Love You Sulli" (설리 사랑해) على الإنترنت في محاولة لإخفاء نتائج البحث السلبية. وعلاوة على ذلك، دخلت أغنية آي يو «خوخ»، التي كتبت عن سولي، قوائم الأغاني المتداولة مرة أخرى.
بعد انتحار الفنان تشا إن ها أجرت صحف أبرزها نيويورك تايمز، الغارديان وددلاين هوليوود مقارنات بين انتحاره وانتحار الفنانتين والصديقتين الشابتين سولي (25 سنة) وغو ها را (28 سنة) خلال شهرين فقط. فيما دقت صحيفة كوريا تايمز ناقوس الخطر والمخاوف بشأن حالات الانتحار المقلدة.

## روابط أضافية
- سولي على إنستغرام
- سولي على موقع IMDb (الإنجليزية)
- سولي على موقع ميتاكريتيك (الإنجليزية)
- سولي على موقع ميوزك برينز (الإنجليزية)
- سولي على موقع أول موفي (الإنجليزية)
- سولي على موقع ديسكوغز (الإنجليزية)
- سولي على موقع قاعدة بيانات الفيلم (الإنجليزية)
- سولي على موقع ليتربوكسد (الإنجليزية)
- سولي على موقع كينوبويسك (الروسية)